# Lac Big Island
Pour les articles homonymes, voir Big Island.
Le lac Big Island (en anglais : Big Island Lake) est un lac américain du comté de Tuolumne, en Californie. Il est situé à 2 738 mètres d'altitude au sein de la Yosemite Wilderness, dans le parc national de Yosemite.